# Ludwig Lindenschmit père
Pour les articles homonymes, voir Lindenschmit.
Ludwig Lindenschmit le Vieux ou père, né le 4 septembre 1809 à Mayence et mort le 14 février 1893 à Mayence, est un préhistorien, peintre et dessinateur hessois.

## Biographie
Né à Mayence en 1809 sous le Premier Empire, Ludwig Lindenschmit reçoit sa formation au lycée de Mayence, un des sept lycées de première génération. Après une solide formation artistique à Vienne (Autriche), puis à l'Académie des beaux-arts de Munich dans la classe de Peter von Cornelius, sa carrière artistique commence en 1831 comme professeur de dessin au lycée et école professionnelle de Mayence, ou il travaille jusqu’en 1875.
Son intérêt pour la préhistoire conduit à la création de l’Altertumsverein (Cercle d'antiquité) et des collections préhistoriques du château des Princes-Électeurs (Mayence). Il fut le premier conservateur du Musée central romain-germanique (RGZM) à sa fondation en 1852. Il dirigea ce musée jusqu’à sa mort. En 1862, il reçoit le titre de docteur honoris causa de l’université de Bâle. Il était le principal adversaire de la « théorie des trois âges préhistoriques » de Christian Jürgensen Thomsen.

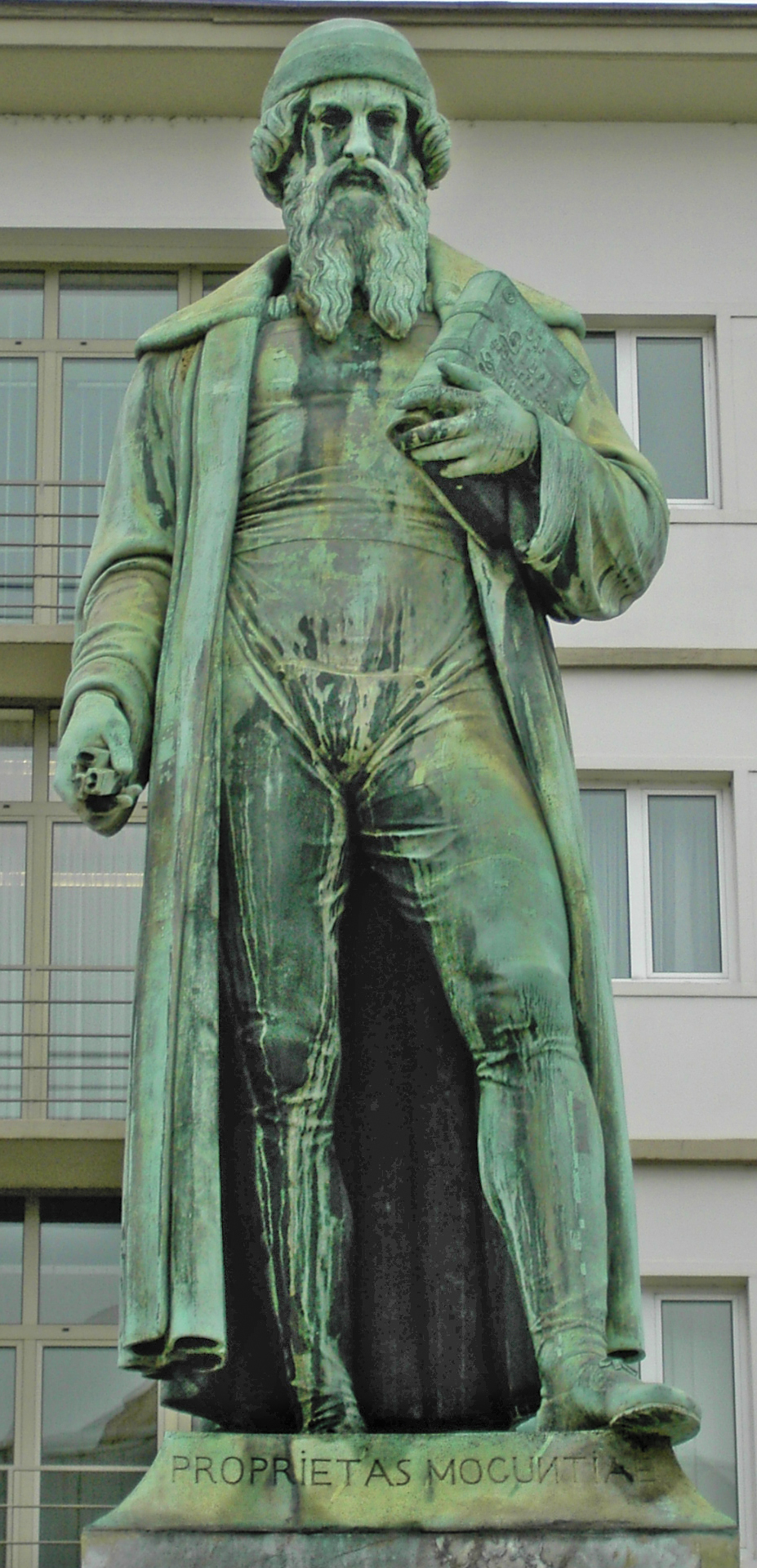
Statue de Gutenberg par Bertel Thorvaldsen à Mayence, fondue par Crozatier en 1837

Le dessin du monument de Johannes Gutenberg sur la Gutenbergplatz est l’œuvre de Lindenschmit. Le modèle a été exécuté par le sculpteur danois Bertel Thorvaldsen, puis à partir de 1836 ce fut Charles Crozatier qui supervisa la coulée de la statue en bronze à Paris.
Lindenschmit est enterré au cimetière principal de Mayence.

## Œuvre
- (avec Alexander Ecker) fondadeur de la revue Archiv für Anthropologie - Organ der deutschen Gesellschaft für Anthropologie, Ethnologie und Urgeschichte. éd. de Johannes Ranke et Georg Thilenius; à partir du vol. 24: N. F.; à partir du vol. 25: Archiv für Anthropologie, Völkerforschung und kolonialen Kulturwandel. Vieweg Verlag, Braunschweig.
- (avec Wilhelm Lindenschmit l’Aîné) : Das germanische Todtenlager bei Selzen in der Provinz Rheinhessen dargestellt und erklärt. aux Éditions Philipp von Zabern, Mayence 1848 (réimpression, avec une préface de Kurt Böhner éd. 1969; cf. à ce propos la recension de Hermann Ament dans : Germania. tome 49, 1971, p. 274–279)
- Ein deutsches Hügelgrab aus der letzten Zeit des Heidenthums (ill. d'antiquités mayençaises, comm. et éd. de la Verein zur Erforschung der rheinischen Geschichte und Alterthümer, cahier n°4), Éditions Philipp von Zabern, Mayence 1852.
- Die vaterländischen Alterthümer der fürstlich hohenzoller’schen Sammlungen zu Sigmaringen. Éditions Philipp von Zabern, Mayence 1860.
- (éd.) Die Alterthümer unserer heidnischen Vorzeit, nach den in öffentlichen und Privatsammlungen befindlichen Originalien zusammengestellt und herausgegeben von dem Römisch-Germanischen Centralmuseum in Mainz durch Ludwig Lindenschmit. 4 vol., Éditions Victor von Zabern, Mayence 1858–1889.
- Tracht und Bewaffnung des römischen Heeres während der Kaiserzeit, mit besonderer Berücksichtigung der rheinischen Denkmale und Fundstücke. impr. et éd. par Friedrich Vieweg und Sohn, Braunschweig 1882.
- Handbuch der deutschen Alterthumskunde - Uebersicht der Denkmale und Gräberfunde frühgeschichtlicher und vorgeschichtlicher Zeit in drei Theilen. 1re partie : Die Alterthümer der Merovingischen Zeit. 3 Lieferungen, Verlag Vieweg und Sohn Braunschweig, 1880–1889.